# 耕耘机

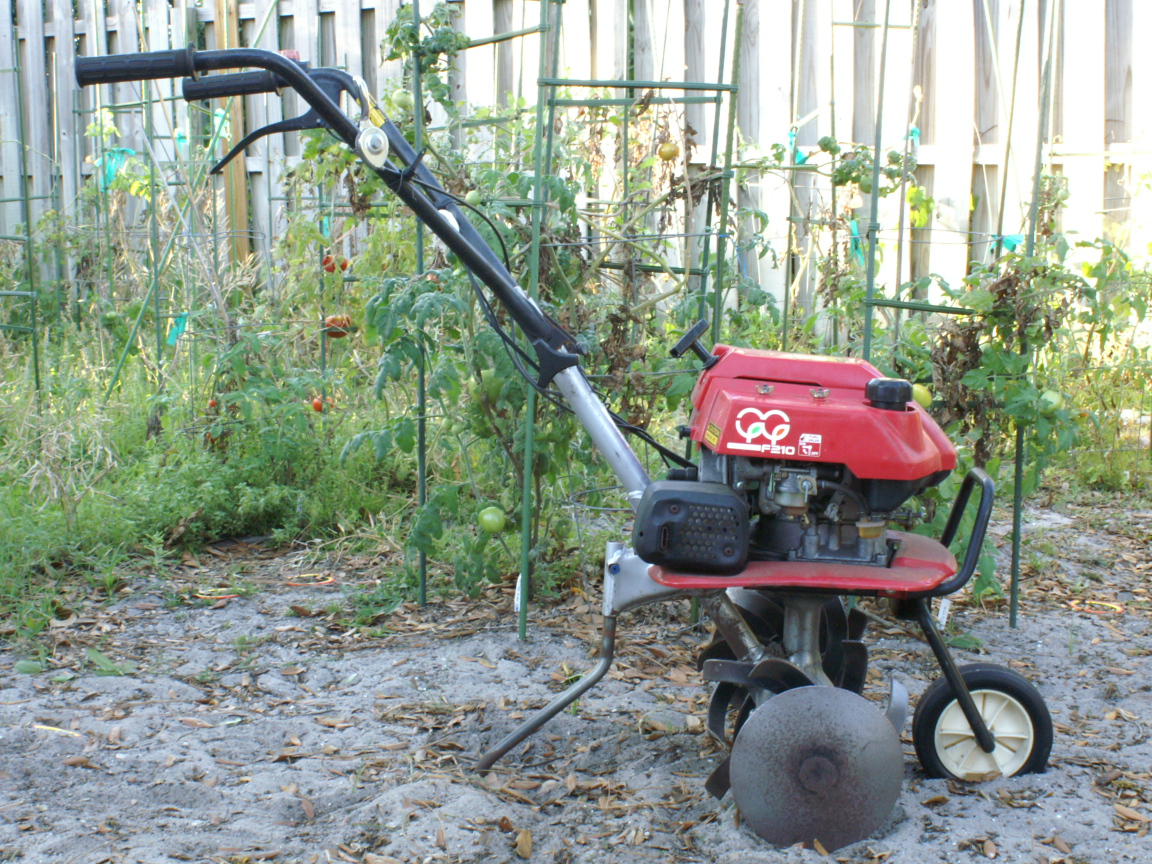
F210本田耕具

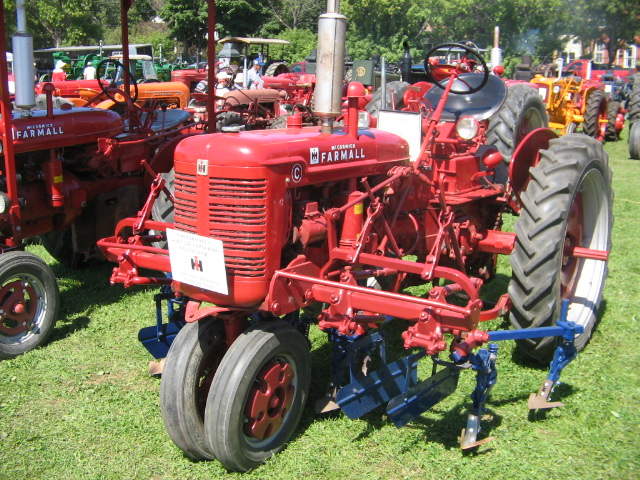
1949法莫C带C-254-A双排耕耘机

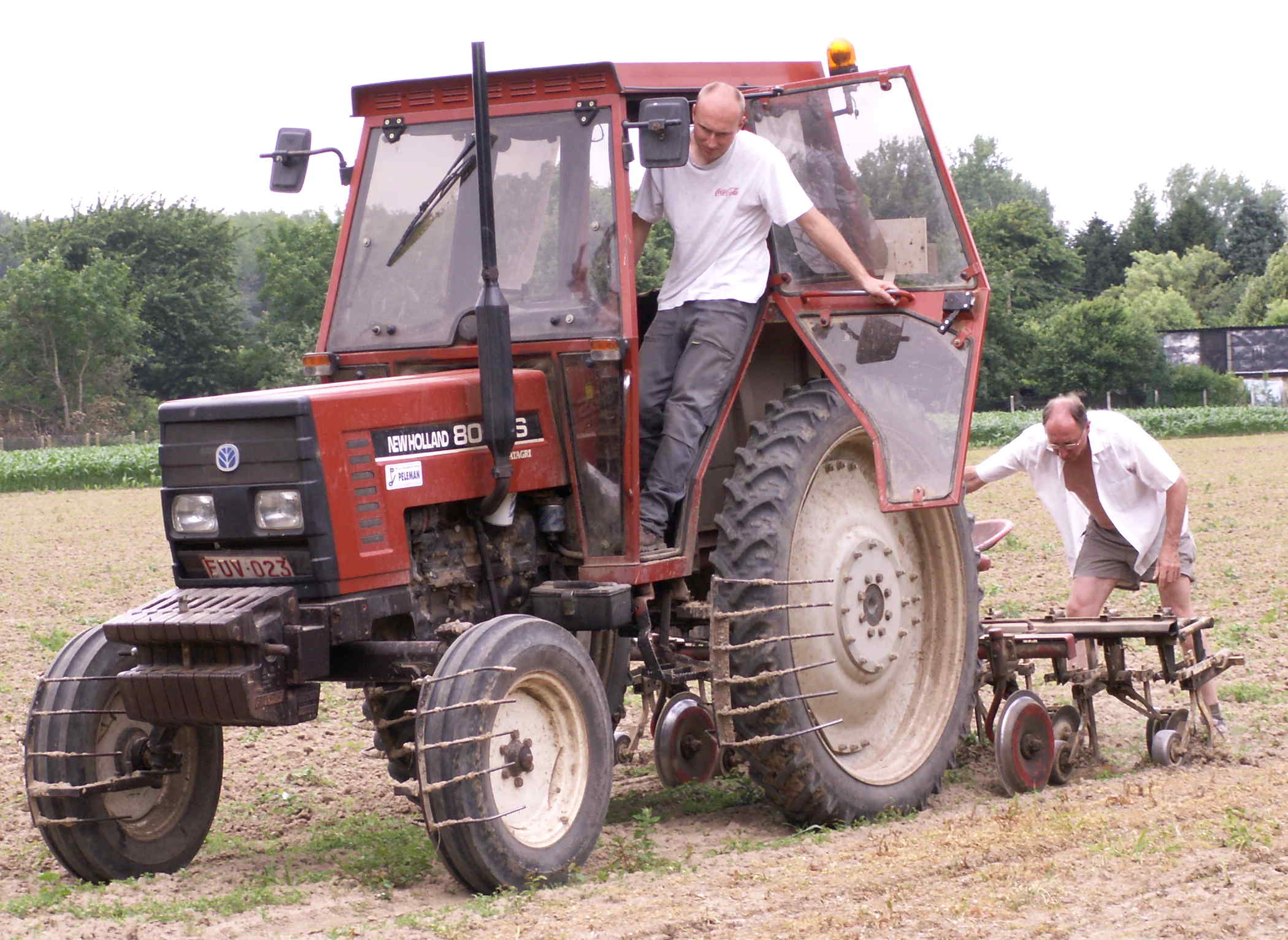
安装在拖拉机上的耕具

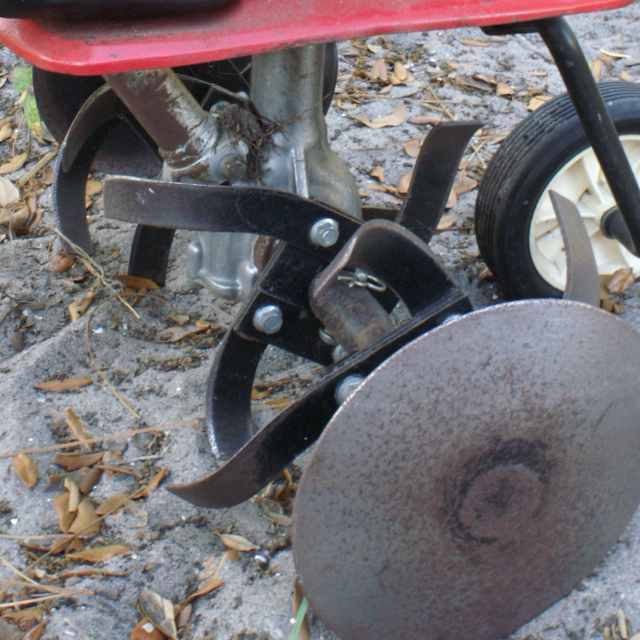
齿的特写

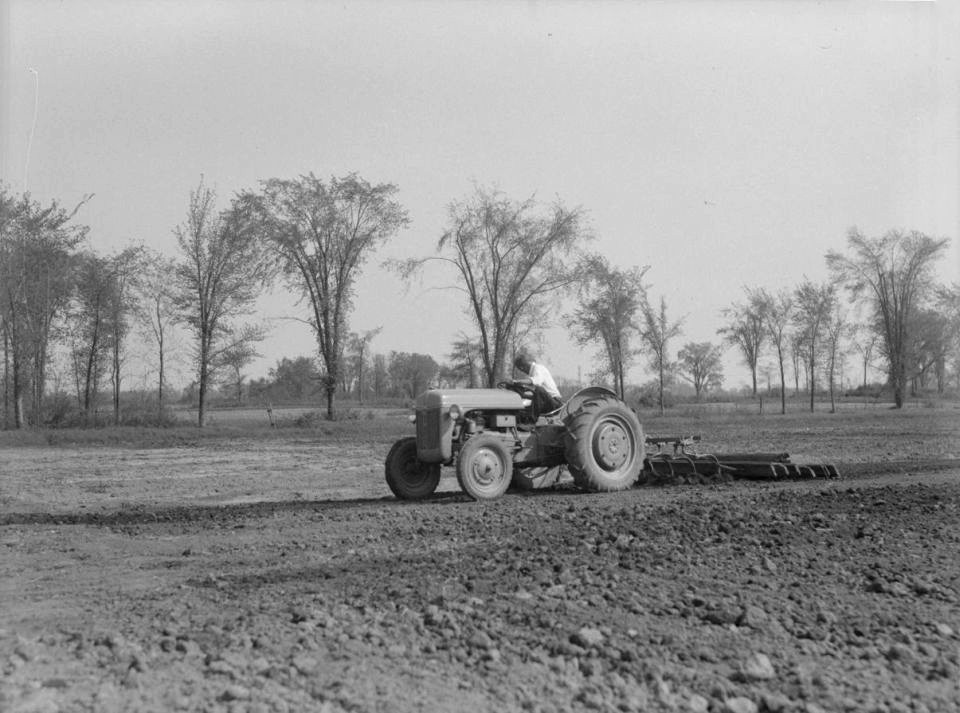
1943年加拿大，由拖拉机牵引的耕耘机

耕耘机是各种用于次级耕作的农具的统称。一种耕耘机依靠直线拖动齿（又称铲）来掀起土壤。另一种则依靠盘或牙的旋转运动来达到类似的结果。旋耕机就是一个典型例子。
耕耘机的作用是翻动和粉碎土壤，这既可以是在种植之前（为土壤曝氣，并准备一个平整、松散的苗床），也可以是在作物已经开始生长之后（杀死杂草——对靠近农作物的表层土壤进行受控制的翻动，将周围的杂草连根拔起以杀死它们，或者将它们的叶子埋在土里以破坏它们的光合作用，或者两者的结合）。这与耖不同，耖是翻动整个土壤表面，而耕耘机则是被设计用来以细心的方式来翻动土壤，保护作物植株，并破坏杂草。
从齿形上来说，耕耘机常常与凿犁的结构类似，但它们的目的不同。耕耘机的齿在土壤靠近表面的地方工作，通常用于杂草控制，而凿犁柄则工作在土壤表面下较深的位置，用来打破板结。因此，耕耘用于每柄的力量也比凿犁要小得多。
由单人推拉的小齿耕耘机，被当作园艺工具用于小规模的园艺活动中，例如家用的，或者用于小型商用花园。大小相当的旋耕机与耖和耕耘机的功能结合起来，就能成为一台多用途的机器。
耕耘机通常是自行的，或者作为附件由手扶拖拉机或四轮拖拉机来牵引。对于手扶拖拉机，它们通常是刚性地固定在拖拉机上，并通过联轴器来传递动力。而四轮拖拉机，它们通常是借助于三点悬挂，由取力器（PTO）驱动。牵引杆连接也仍然在全世界广泛使用。畜力牵引如今有时候也仍然在使用，在发展中国家还有些常见，但在更工业化的经济体中已经很罕见了。

## 历史
通过翻土来进行杂草控制的基本思想自古就有，在耕耘机出现之前的几千年都是用锄头或鹤嘴锄来翻土的。最早的耕耘机是用役用动物（例如马、骡或牛）来拉的，或是由人来推拉。在现代商业农业中，大量的杂草控制控制工作已经由耕作转而使用除草剂来替代。但是，有些情况下是不能使用除草剂的，比如在有机农业中。
1912年，阿瑟·克利福德·霍华德（Arthur Clifford Howard）发明了一种带动力的旋转的锄头，在澳大利亚新南威尔士的吉尔加德拉 (新南威尔士)他父亲的农场上开始了旋耕试验。最初，他使用他父亲的蒸汽拖拉机引擎作为动力源，发现使用机械耕作不会发生普通耕作所带来的soil-packing。他最早的设计，是把翻开的土壤扔到一边。后来他改进了他的发明，设计了一个L形铲，安装在大间隔的法兰上，再将法兰固定在小直径转子上。他与他的同学埃弗拉·麦克利里（Everard McCleary）一起，成立了一家公司来生产他的机器，但该计划由于一战而中断。1919年，霍华德回到澳大利亚，并继续其设计工作。他在1920年为他的一项设计申请了专利，该设计使用了5个旋转锄耕耘机叶片和一台内燃机。
1922年3月，霍华德建立了南部机动耕耘机控股有限公司（Austral Auto Cultivators Pty Ltd），后来被称为霍华德机动耕耘机。该公司从1927年开始，即坐落于悉尼郊区的诺斯迈德。
与此同时，北美在1910年代，牵引发动机大小的怪物拖拉机正在逐渐消失，而代之以更小、更轻便、更负担得起的机器。福特森拖拉机更是在历史上第一次造出了中小型家庭农业负担得起的实用的拖拉机。在福特森的设计中，耕地只是某种事后的想法。这反映出一个事实，即使只是把实用的机动牵引动力单独投入这部分市场，其本身就是一个里程碑。这为其他人留下了一个机会，以寻求更好的机动化耕作。在1915年至1920年间，各种发明者和农场实施公司试验了一类机器，被称为“机械耕耘机”，它们只是简单地将马拉的柄型耕耘器械改为加入马达自行推进。这类机器在市场上得到了有限的成功。但是到了1921年，国际收割机已经将机械化耕作与拖拉机的其它任务（牵引动力和皮带工作）相结合，创造了法莫，为耕作量身定制的通用拖拉机，这基本上是发明了行作拖拉机这一类别。
在澳大利亚，到了1930年代，霍华德发现他的机器越来越难以满足全世界不断增长的出口需求。他前往英国，于1938年7月在埃塞克斯郡的东霍恩顿，成立了旋锄有限公司（Rotary Hoes Ltd）。这家新公司随后在美国、南非、德国、法国、意大利、西班牙、巴西、马来西亚、澳大利亚和新西兰开设了分公司。它后来变成了霍华德旋耕机有限公司（Howard Rotavator Co. Ltd.）所控股的公司。霍华德集团公司于1985年被丹麦Thrige农业集团收购，2000年12月霍华德集团成为位于丹麦索勒的Kongskilde工业的成员。
在1950和1960年代，当除草剂作为杂草控制开始被广泛商业化时，它对那个时代乐观的世界观发挥了作用。在这种世界观里，科学诸如化学将迎来一个现代化的新时代，将把老式的做法（诸如利用耕耘机进行杂草控制）丢进历史的垃圾堆。因此以除草剂作为杂草控制被非常广泛的采用，甚至在某些情况下过于严重和仓促。在随后的几十年里，人们克服了这种最初的不平衡，并认识到以除草剂作杂草控制的局限性和外部性，并且必须进行明智的管理。它仍然被广泛使用，并且很可能将在可预见的未来，在全世界范围内继续作为不可缺少的负担得起的食物生产方式；但是，明智的管理包含了寻求实际的替代方法，例如机械耕作传统的备用方法。

## 产业用途
按照今天商业化耕作的程度（例如在园艺农场），耕作通常使用拖拉机，尤其是行作拖拉机。产业化耕耘机的大小和形状可能会有很大的不同，宽度可以从3（10英尺）到24（79英尺）。许多装备了液压臂，可以折叠起来，以使其在公路上行驶时更容易、更安全。不同的类型被用作种植前的土地准备，和在行作间进行杂草控制。耕耘机可以是一个设备，可以由拖拉机通过牵引杆牵引，也可以安装在三点悬挂上，或者安装在拖拉机下面的机架上。现在的耕耘机设备由取力器轴驱动。大多数耕耘机被认为是复耕设备，而现在的耕耘机通常被用于较轻土壤的初耕，而非犁地。最大的可用版本大约有6（20英尺）宽，且需要一台超过110千瓦特（150匹馬力）（取力器）的拖拉机来驱动。
土地耕耘机被用于在许多类型的可耕种农作物田地中完成耕作。土地耕耘机的主要功能是要为种植的作物准备合适的苗床，将作物残留物埋进土壤（在播种前帮助温暖土壤），控制杂草，以及混合和纳入土壤，以确保作物在生长季节生长时有足够的水和养分。该设备有许多柄安装在金属架的底部，还有许多小窄棒安装在机器后面，它可以平整土壤表面，以便以后播种时行走。在大多数土地耕耘机中，采用一对多的液压缸来升降设备，以控制其深度。

### 行作耕耘机

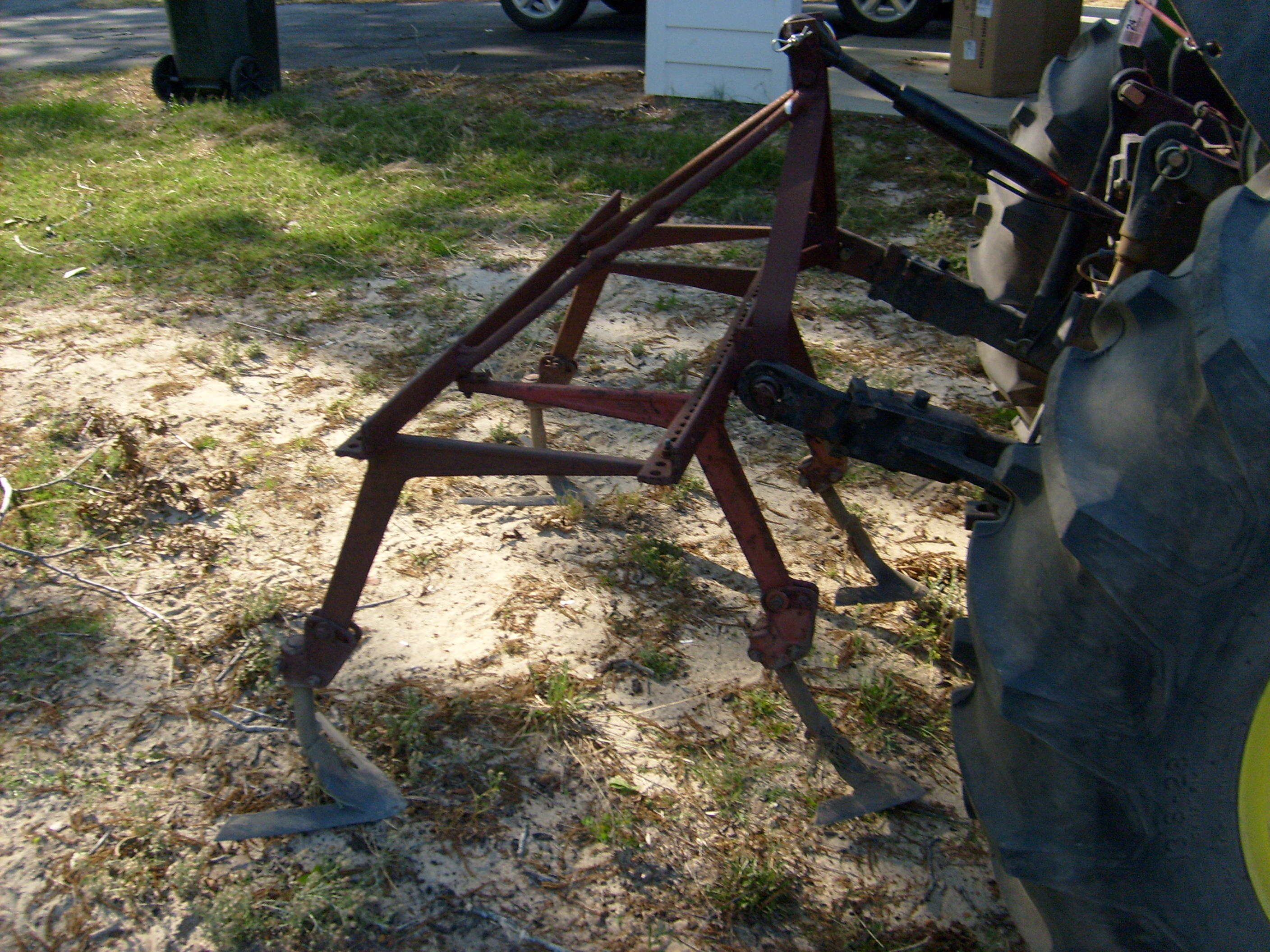
自制扫地耕耘机。注意内侧和外侧的“扫地”铲。

行作耕耘机的主要功能是在已经建立起来的作物行间进行杂草控制。行作耕耘机通常使用三点悬挂来升降，通过测量轮来控制深度。
有时称为“扫地耕耘机”，它们通常有两个靠近中间的铲来将靠近作物的草“斩草除根”，并翻土。同时两个后扫地铲比中间的铲更靠外，用来处理行的中间，而且可能会有1到36行宽。

## 小型耕耘机
在小地块，如家庭地块和小型商业地块，可以使用小型耕耘设备，它们能同时用于初耕和复耕。例如，旋耕机既能“犁地”也能“耙地”，以准备一个平整、松散的苗床。它不提供逐行的杂草控制，但耕耘机的齿可以。为了完成这项任务，有单人可推动的带齿的耕耘机。

### 类型与品牌

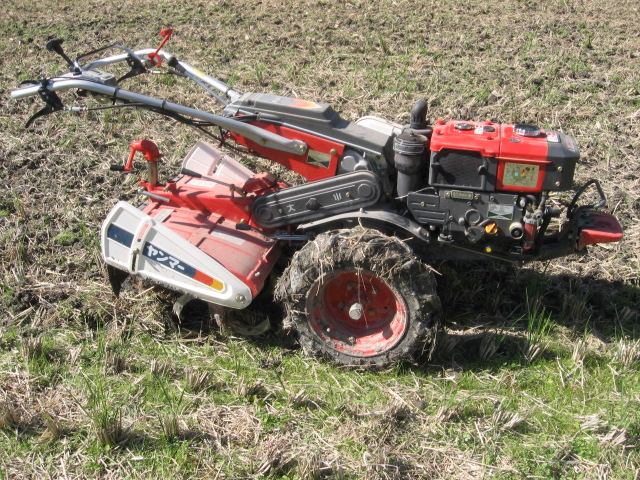
一台日本手扶拖拉机

旋耕机是一种耕耘机，它很受想要大菜地的家庭园丁欢迎。菜园可以在每次种植作物之前耕作几次。单次使用的话，可以从工具租赁中心租用旋耕机，例如种草的时候。
家庭园丁用的小旋转锄中，Rototiller这一品牌比较知名；另一个比较有名的品牌是Rotavator，由生产一系列旋耕机的霍华德集团生产。
Rototiller
小的Rototiller通常是通过（0.8～3.5千瓦或1～5马力）汽油发动机转动齿向前推进，而并没有驱动轮，尽管他们可能会有小的运输/水平控制轮。为使机器前进不会过快，通常会将一个可调齿固定在铲的后面，以便通过与深层未耕土壤的摩擦，使它像制动器一样，降低机器的速度，同时还能粉碎土壤。Rototiller前进得越慢，就能获得越多的土壤耕层。操作者可以通过升降耕具把手，来控制摩擦/制动的力度。Rototiller往往不能反向运行，朝向操作者的倒退移动可能会导致严重伤害。操作时，如果粉碎程度不够，可以把Rototiller拉回去重新耕耘，但务必小心，以确保操作者不会绊倒并把Rototiller拉到自己身上。旋耕比人工耕作快得多，但却是非常难于处理的、辛苦的工作，尤其是重的和大马力的型号。如果Rototiller铲到看不见的地表下物体，例如树根和填埋垃圾，可能会导致Rototiller突然且猛烈地向任何方向移动。
Rotavator
与Rototiller不同，自行式的霍华德Rotavator配备了变速箱，通过其轮子前进或后退。变速箱使得能够调整前进速度，而同时使齿的旋转速度保持不变，这使得操作员能够很容易地调节耕作深度。Rotavator手扶拖拉机与Rototiller相比，这极大地降低了操作者的工作强度。这些Rotavator通常可以负担更繁重的工作，它与汽油或柴油发动机一起工作，可以有更大的功率（3～13千瓦或4～18马力），每小时可以耕作更大的面积。此外，该商标的单词“Rotavator”是英语中最长的单词回文之一。
迷你耕具
迷你耕具是一种新型的适合农民或业主使用的小型农业耕具或耕耘机。它们也被称为动力耕具或花园耕具。这些农业旋耕机紧凑、强大，最重要的是廉价，它们能替代四轮拖拉机，在发展中国家的小农户耕地中比四轮拖拉机更经济。
手扶拖拉机
更大功率的旋耕机成为跨越家庭园艺与农场的类别，尤其是在亚洲、非洲和南美洲，它们能在8～10小时耕完1公顷土地。它们也被称为“动力耕具”或“步行拖拉机”。几年前，它们被认为只适用于稻米种植地区，在那里它们被装上钢制笼轮作为牵引，但是现在在全世界，它们同样被用于水田和旱地耕作。它们配合不同工具可以有多种功能——抽水、运输、脱粒、挖沟、喷洒农药等。他们可以用于丘陵、山区，也可以用于温室和果园。在发展中国家，柴油机的设计，比汽油机更普遍。